# Valerianaceae
Valerianaceae, las valerianáceas,  es una familia del orden Dipsacales que contiene 400 especies en 12 géneros. Las plantas son generalmente herbáceas con un olor desagradable. Se encuentran en casi todas las regiones del mundo excepto Australia. Unas especies se cultivan como planta ornamental y otras se utilizan como medicina herbaria. No están  relacionadas filogenéticamente con las compuestas, pero presentan convergencias evolutivas: ovario infero, fruto en aquenio, presencia de vilano y presencia de pseudantos (inflorescencia). Actualmente esta familia se incluye dentro de las caprifoliáceas.

## Descripción
Son hierbas anuales, bianuales o perennes, raramente arbustos, comúnmente con un olor fétido característico, particularmente en las muestras herborizadas; plantas hermafroditas, dioicas, ginodioicas o poligamodioicas. Hojas opuestas, decusadas, simples a pinnatífidas o pinnaticompuestas, a veces envainadoras en la base; pecioladas o apecioladas, estípulas ausentes. Inflorescencias cimosas, comúnmente un tirso compacto, o un dicasio simple o compuesto, flores irregulares; cáliz de 5 sépalos foliáceos (Nardostachys), obsoleto o variadamente modificado, comúnmente dividido en numerosos segmentos plumosos que persisten cuando está en fruto; corola simpétala, frecuentemente gibosa o espolonada, con 5 lobos imbricados; estambres 1–4, epipétalos, alternos con los lobos de la corola, anteras con 2 tecas, dehiscentes longitudinalmente; ovario ínfero, 3-carpelar, con 2 lóculos estériles y 1 fértil, este con un óvulo sencillo, pendiente, anátropo, estilo 1, estigmas 3. Fruto una cipsela.

## Géneros
| - Aligera - Aretiastrum - Astrephia - Belonantus - Centranthus | - Fedia - Nardostachys - Patrinia - Phuodendron - Phyllactis | - Plectritis - Pseudobetckea - Stangea - Valeriana - Valerianella |